# Dioxip
|  | Per a altres significats, vegeu «Dexip». |

Dioxip (en llatí Dioxippus, en grec antic Διώξιππος) fou un poeta còmic atenenc de la nova comèdia. Suides l'anomena erròniament com a Dexippus i Eudòxia comet el mateix error. Els dos mencionen les seves obres: Ἀντιπορνοβοσκός, un fragment de la qual fou conservat per Ateneu, Ἱστοριογράφος, Διαδικαζόμενοι i Φιλάργυρος. Suides hi afegeix una obra més també citada per Foci: Θησαυρός.